# Gaplus (système d'arcade)
Pour le jeu vidéo portant le même nom, voir Gaplus.
Le Gaplus est un système d'arcade créé par la société Namco en 1983.

## Description
Le Gaplus (du nom tiré du jeu) est lancé par Namco durant la même année que le System 16 Universal, en 1983.
Il est construit autour de deux Motorola M6809 en guise de processeurs centraux. Le son est également géré par un Motorola M6809, accompagné d'une puce Namco custom 8 canaux 4-bit WSG,.
Gaplus (et Galaga 3) est le troisième volet de la saga Galaxian de Namco avec pas mal d'améliorations graphiques et visuelles apportées par rapport à l'original.

## Spécifications techniques

### Processeurs
- Processeur central : 2 × Motorola M6809 cadencé à 1,536 MHz
- Processeur secondaire : Motorola 68000 cadencé à 6,144 MHz

### Affichage
- Résolution : 324 × 288
- Palette de 768 couleurs

### Audio
- Processeur central : Motorola M6809 cadencé à 1,536 MHz
- Puce audio : Namco Custom 8 canaux 4-bit WSG cadencée à 0,024 MHz
- Capacité audio : Mono

## Liste des jeux
| Titre    | Développeur | Éditeur | Système | Genre | Date |
| -------- | ----------- | ------- | ------- | ----- | ---- |
| Gaplus   | Namco       | Namco   | Gaplus  |       | 1984 |
| Galaga 3 | Namco       | Namco   | Gaplus  |       | 1984 |